# Wounded Rhymes
Albums de Lykke Li
Youth Novels I Never Learn
Singles
1. Get Some
Sortie : 22 octobre 2010
2. I Follow Rivers
Sortie : 21 janvier 2011
3. Sadness is a Blessing
Sortie : 13 mai 2011
4. Youth Knows No Pain
Sortie : 23 septembre 2011

Wounded Rhymes est le deuxième album de la chanteuse Lykke Li, sorti le 28 février 2011.
L'acteur Stellan Skarsgård apparaît dans le clip du morceau Sadness Is A Blessing.

## Titres
| No  | Titre                 | Auteur                    | Durée |
| --- | --------------------- | ------------------------- | ----- |
| 1.  | Youth Knows No Pain   | Lykke Li, Yttling, Nowels | 2:59  |
| 2.  | I Follow Rivers       | Lykke Li, Yttling, Nowels | 3:48  |
| 3.  | Love Out of Lust      | Lykke Li, Yttling, Nowels | 4:43  |
| 4.  | Unrequited Love       | Lykke Li, Yttling         | 3:11  |
| 5.  | Get Some              | Lykke Li, Yttling         | 3:22  |
| 6.  | Rich Kids Blues       | Lykke Li, Yttling         | 3:01  |
| 7.  | Sadness is a Blessing | Lykke Li, Yttling, Nowels | 4:00  |
| 8.  | I Know Places         | Lykke Li, Yttling         | 6:06  |
| 9.  | Jerome                | Lykke Li, Yttling, Nowels | 4:22  |
| 10. | Silent My Song        | Lykke Li, Yttling         | 5:24  |